# III (альбом)
III — третий альбом украинской группы «Бумбокс», выпущенный в 2008 году. Традиционно состоит из 11 треков, 7 из них на украинском, 3 на русском и 1 на английском.
Множество треков игралось на концертах и крутилась на радио в качестве синглов. Издание содержит буклет с фотографиями и текстами песен на украинском и русском языках.

## Список композиций
1. Концерти
2. Стяги на стяги
3. Поліна
4. Наодинці
5. Cash-бабулєс
6. Тримай
7. та4то
8. TNT
9. Быть самим собой
10. Що ти зміг
11. Eva

## Рецензии
На «III» тоже все строго-чинно, никаких лишних семплов и чужих голосов, одно конкретное переживание в каждом треке, один ритм, словно списанный с электрокардиограммы. Украинские тексты «Бумбокса», кажется, по-прежнему не нуждаются в переводе, тут снова полно фразочек, которые пробивают любой зал и аппарат. К тому же украинский здесь смешан с русским и английским и не всегда точен. Одиннадцать отточенных тем, последняя из которых, англоязычная «Eva», — сочинительский класс, выдающийся даже на фоне традиционно высококачественной украинской сцены.
 — пишет Борис Барабанов в журнале Коммерсантъ